# Salvador Arqueta
Salvador Arqueta Etxebarria (Erandio, 28 gennaio 1914 – Erandio, 22 ottobre 1981) è stato un calciatore spagnolo, di ruolo difensore.

## Carriera

### Club
Dopo essere cresciuto nell'Erandio, nella stagione 1933-1934 passa al Betis Siviglia, con cui debutta in Primera División spagnola.
Al termine della Guerra Civile Spagnola viene acquistato dall'Athletic Bilbao, con cui trascorre sei stagioni, in cui colleziona 104 presenze e vince un campionato e tre Coppe del Re.
Conclude la carriera nel 1945.

### Nazionale
Conta una presenza con la Nazionale di calcio della Spagna. Viene convocato per la prima volta il 15 marzo 1942, nell'amichevole Spagna-Francia (4-0).

## Palmarès

### Club

#### Competizioni nazionali
- Coppa di Spagna: 3

Athletic Bilbao: 1943, 1944, 1945
- Campionato spagnolo: 1

Athletic Bilbao: 1942-1943